# Cantu Addition
La census-designated place de Cantu Addition est située dans le comté de Brooks, dans l’État du Texas, aux États-Unis. Sa population s’élevait à 188 habitants lors du recensement de 2010.

## Source
- (en) Cet article est partiellement ou en totalité issu de l’article de Wikipédia en anglais intitulé « Cantu Addition, Texas » (voir la liste des auteurs).

1. ↑  (en) « Geographic Identifiers: 2010 Demographic Profile Data (G001): Cantu Addition CDP, Texas » [archive du 12 février 2020], U.S. Census Bureau, American Factfinder (consulté le 22 avril 2014)